# Près du feu mourant
Près du feu mourant (titre original : Beside the Dying Fire) est le 13e épisode de la saison 2 de la série télévisée The Walking Dead. Écrit par Robert Kirkman, l'un des dessinateur de la bande dessinée, et Glen Mazzara et réalisé par Ernest R. Dickerson, l'épisode suit comment le groupe est obligé de se séparer et de quitter la ferme des Greene.
Des thèmes tels que la romance, la mort et la survie sont répandus tout au long de Près du feu mourant. Il est considéré comme un tournant pour le développement de plusieurs personnages de la série et des flashbacks sur diverses révélations précédentes de la série. L'épisode présente les débuts du protagoniste Michonne, un futur personnage de la bande dessinée du même nom. La production de l'épisode s'est déroulée sur environ 8 jours.
L'épisode a attiré 9 millions de téléspectateurs et une note de 4,7 dans la tranche d'âge de 18-49 ans, selon l'échelle de Nielsen. L'épisode a amassé des cotes d'écoute record, devenant ainsi le programme de câble le mieux noté démographiquement de tous les temps, une distinction qui était auparavant détenue par Nebraska. Il est devenu l'émission télévisée par câble la plus regardée de la journée, ainsi que l'émission câblée la mieux notée de la semaine.

## Intrigue
L'épisode s'ouvre en montrant une horde de rôdeurs alors qu'ils suivent un hélicoptère au-dessus de leur tête, quittant Atlanta et migrant vers la campagne pendant plusieurs jours. Alors qu'ils s'approchent de la ferme Greene, ils entendent le bruit d'un coup de feu : c'est Carl qui a tuer Shane devenu un rôdeur - et ils se tournent pour se diriger vers la ferme. Alors que Rick escorte Carl vers les autres, la horde de marcheurs émerge de la forêt et Rick et Carl se réfugient dans la grange.
Ailleurs, Daryl Dixon et Glenn rapportent la mort et la réanimation de Randall aux autres, mais aussi qu'il s'est transformé sans avoir été mordu. Lori Grimes demande à Daryl de sortir et de chercher Rick et Shane. Cependant, ils voient trop tôt la horde de marcheurs et commencent à s'armer. Alors que le groupe de Rick est prêt à abandonner la ferme, Hershel Greene a l'intention de protéger sa terre de sa propre vie, si nécessaire. Alors que le groupe commence à éliminer des marcheurs, Rick et Carl sont capables d'attirer un certain nombre dans la grange et de l'incendier. Jimmy conduit le camping-car près de la grange et permet à Rick et Carl de s'échapper en toute sécurité, mais il est tué lorsque les marcheurs ont envahi le camping-car. Le groupe se rend vite compte qu'ils sont en infériorité numérique et ils tentent tous de s'échapper pour se mettre en sécurité. Patricia est tuée alors que des marcheurs dépassent la maison Greene, et Rick convainc Hershel d'abandonner sa propriété car c'est une cause perdue. Tout le monde s'échappe en groupe, à l'exception d'Andrea, qui a été séparée des autres. À leur insu, elle parvient à s'échapper de la ferme, pour tomber sur une mystérieuse silhouette à capuchon qui a deux animaux de compagnie marcheurs sans bras et brandit un katana.
Le groupe survivant se réunit sur l'autoroute qu'ils avaient empruntée pour atteindre Fort Benning au début de la saison et suppose qu'Andrea est morte. Avec leurs véhicules restants, ils voyagent sur des routes secondaires pour éviter les hordes, jusqu'à ce que l'un tombe en panne d'essence. Ils campent pour la nuit, où Daryl fait pression sur Rick sur la façon dont le corps de Randall s'est réanimé sans une morsure de marcheur. Rick révèle ce que le Dr Edwin Jenner lui a chuchoté à l'oreille : ils sont tous porteurs infectés du pathogène du rôdeur, et reviennent en rôdeurs s'ils meurent pour une raison à laquelle Rick n'avait pas cru jusqu'à ce qu'il voie Shane se retourner. Rick révèle également à Lori, choquée, qu'il avait été forcé de tuer Shane et que Carl avait abattu sa forme réanimée.
Alors que le groupe continue de débattre, les autres, à l'exception de Daryl et Hershel, commencent à perdre confiance en Rick en tant que leader. Un bruit résonnant au loin met le groupe en état d'alerte, mais Rick ne permet à personne d'enquêter. Carol Peletier exhorte Rick à agir, ce qui fait craquer Rick, disant qu'il n'a jamais demandé à être désigné chef du groupe, et laissant échapper qu'il avait tué Shane pour eux. Il défie quiconque de quitter la sécurité du camp. Quand personne ne part, il lance un dernier avertissement : « Si tu restes, ce n'est plus une démocratie », établissant sa position de leader du groupe. Ensuite, le groupe campe sans le savoir près d'une prison.

## Production
Près du feu mourant a été réalisé par Ernest R. Dickerson et écrit par le créateur Robert Kirkman et le showrunner Glen Mazzara. Mazzara a teasé l'épisode lors d'une conférence téléphonique avec divers journalistes : « Nous sommes fiers de cette finale, nous y avons travaillé toute la saison, et nous avons hâte que vous la voyiez. [...] Il y a plus effusion de sang à venir. Ils pensaient qu'ils étaient en sécurité dans cette ferme, ils avaient tort. [...] Nous sommes en train de tuer ici. [...] Il y a des réponses sur la nature du virus dans la finale. [...] Je garantis que les gens regarderont cette finale et voudront savoir ce qui va suivre. Les gens auront beaucoup de questions, mais dans le bon sens. »
L'épisode a tourné pendant huit jours. Dans une séquence, Carl Grimes allume un briquet et le laisse tomber sur une horde de marcheurs après que Rick ait créé une diversion pour distraire les marcheurs. Greg Nicotero, le directeur des effets spéciaux de la série, a utilisé des panneaux noirs pour capturer les éléments du feu ; cela leur a permis de monter les flammes sur les marcheurs. Pour réduire les risques de brûlures, les cascadeurs enfilent plusieurs couches de combinaisons ignifuges. La première couche consistait en un sous-vêtement sec en Nomex ; cela a été suivi de plusieurs couches de vêtements Nomex qui ont été gélifiés. Comme la séquence a été réalisée à plusieurs reprises, les cascadeurs ont été enduits de gel contenant des polymères cationiques . La dernière couche était un imperméable , qui séparait le gel des vêtements des cascadeurs et leur permettait d'être engloutis dans les flammes pendant plusieurs secondes sans se blesser.
L'épisode présente la mort de Patricia et Jimmy, qui ont tous deux été consommés par des marcheurs. Parallèlement à la mort des personnages susmentionnés, le scénario de l'épisode prévoyait initialement la mort de Hershel, ainsi que de Shane et Randall, tous deux décédés dans le précédent épisode. Puisque Kirkman a estimé qu'un potentiel de développement considérable existait à Hershel, sa mort a été supprimée du scénario. Bien que les plans d'annulation du personnage aient commencé plus tôt dans la saison, Mazzara a estimé que sa mort hypothétique n'aurait eu aucune résonance émotionnelle. « Le plan était toujours de frapper Hershel, et j'ai en fait dit à Scott Wilson, 'Merci pour tout ce que vous avez fait, mais dans le prochain script, nous allons tuer votre personnage. » « Nous avons commencé à écrire cela et c'était comme si la mort d'Hershel jouait comme un dispositif d'intrigue et nous n'obtenions aucune résonance émotionnelle. C'était juste joué comme une mort gratuite. C'était l'un de ces exemples où nous ne jouerons pas une mort choquante pour le sens de la mort ; nous devons en tirer quelque chose. Nous n'en avons rien tiré. Si vous regardez la photo de Hershel regardant en arrière et voyant cette grange en feu et sa ferme complètement perdue par les zombies, cette photo en valait la peine parce que nous voyons que la ferme était vraiment un personnage et vous ne pouvez le voir qu'à travers les yeux de Hershel. C'était donc le bon choix pour le maintenir en vie. »
À noter, la nuit où se déroule l'épisode était si froide, les éditeurs ont dû supprimer numériquement la vapeur expulsée par les marcheurs
Cet épisode présente le personnage Michonne, un protagoniste de la bande dessinée du même nom qui est interprété par Danai Gurira. Gurira a été choisi dans le cadre de la série une semaine avant la diffusion de l'épisode, bien que des rumeurs d'introduction de Michonne aient circulé des mois avant la finale de la saison. Kirkman a admis qu'il était fan de son travail dans la série dramatique Treme de HBO. Rutina Wesley, qui a joué Tara Thornton dans True Blood, aurait été considérée pour le rôle de Michonne, bien que Kirkman ait déclaré qu'elle n'avait jamais été impliquée dans le processus d'audition. « C'était beaucoup d'actrices. Actrice de True Blood, je ne sais pas si elle était même disponible ; Je pense qu'elle est toujours sur True Blood. Je ne sais pas d'où vient cette rumeur, mais à ma connaissance, elle n'a jamais été impliquée. »
Dans la conclusion de cet épisode, une grande prison est vue en arrière-plan planant au-dessus de la colonie temporaire des survivants. Bear McCreary a composé une partition pour la séquence, qui, selon lui, jetterait les bases d'un futur thème pour le lieu. « Il y a quelque chose de vraiment puissant là-bas qui pourrait devenir, un peu comme un thème de battement de cœur pour cet endroit, qui est un peu similaire à ce que j'avais en tête quand j'ai lu les bandes dessinées il y a des années quand je suis arrivé là-bas », a-t-il affirmé. « J'y avais pensé, il y a tellement d'émissions et de films de prison géniaux et il y a certains sons que vous y associez, et je ne veux pas faire ça. Mais, nous verrons. Je veux dire, ça dépend vraiment sur où ils prennent le spectacle. C'est un peu tôt pour y penser, mais j'y pense quand même. »

## Thèmes
L'épisode est considéré comme une étape de transition pour plusieurs personnages de la série. La transformation de Rick Grimes en un personnage sombre se poursuit dans l'épisode. Il est passé de la personne qui voulait sauver Merle Dixon (dans la première saison) et retrouver Sophia Peletier (première moitié de la saison deux), à la personne qui est prête à abandonner tout espoir de retrouver Andrea. De plus, Rick crie à son groupe de ne pas apprécier ses sacrifices en tant que leader. Ce contrecoup et cette hostilité ont été interprétés comme un événement préfigurant le développement futur de The Walking Dead. « Rick est clairement dans un endroit beaucoup plus sombre maintenant qu'il ne l'était au début de la saison », a conclu l'écrivain de Entertainment Weekly, Darren Franich. De la même manière, Lori Grimes est furieuse contre Rick après avoir admis qu'il a tué Shane Walsh. Selon Kirkman, « il semble assez clair qu'il a perdu Lori et Carl en faisant cela » à la fin de l'épisode. En réponse aux interactions entre Rick et Lori, il a déclaré : « Je pense qu'il sent qu'il s'est sacrifié pour ce groupe, et ce sacrifice n'a pas vraiment été apprécié. Sa confession à Lori n'a pas suscité la réaction qu'il espérait. Il pensait qu'elle le soutiendrait. Au lieu de cela, elle réagit d'une manière particulière qu'il ressent comme de la haine et du dégoût. Je pense que cela l'affecte vraiment. N'oublions pas : cela se passe des heures après qu'il a assassiné son meilleur ami. Il est donc toujours Il essaie de garder ça secret. Il ouvre son cœur à sa femme, et ça ne va pas bien. Donc je pense qu'il en a juste fini avec ces gens. Je pense qu'il ne veut pas être le leader. il dit : s'ils n'aiment pas ça, ils sont libres de partir. »
L'épisode revient sur les développements précédents de plusieurs scénarios tout au long de la saison, y compris le triangle amoureux entre Rick, Shane et Lori. Mazzara a répété qu'en entendant les révélations de son mari, Lori était en conflit avec plusieurs problèmes. « Tout cela traverse l'esprit de Lori. Rick a assassiné Shane et elle a avoué qu'elle avait des sentiments pour Shane. Son fils en faisait partie. Ils sont tous infectés. Son bébé est-il infecté ? Nous sommes sur la route, Où va-t-elle accoucher ? Que se passe-t-il si le bébé meurt ? Que se passe-t-il si elle meurt ? Toutes ces questions lui passent par la tête. Ce qui l'affecte le plus, c'est qu'elle a joué un rôle dans la mort de Shane. deux hommes en désaccord, elle a chuchoté à l'oreille de Rick, puis elle a parlé à Shane au moulin à vent. Elle se rend compte que cela a été sur elle, et dans un sens, elle a participé activement à la mort de Shane. Elle peut donc blâmer Rick pour cela. »
L'épisode rappelle le final de la première saison, Sujet-test 19, en ce que Rick révèle que tout le monde dans le groupe est infecté par le virus. Bien que Kirkman ait décrit ses actions comme « démontrant de bonnes compétences en leadership », Mazzara a déclaré que le groupe avait commencé à remettre en question les capacités de Rick en tant que leader. « Il leur présente une option très pragmatique : si vous n'aimez pas ça, foutez le camp et il n'y a pas de preneurs. À la fin de la finale, la véritable horreur, c'est Rick quand il dit : » « Ce n'est pas un plus de démocratie. C'est la vraie horreur. »
Les thèmes du darwinisme social et de la survie sont répandus tout au long de l'épisode. Dans l'épisode, Andrea est séparée du groupe et est obligée de se défendre contre la horde de marcheurs qui ont envahi la ferme de Hershel. Mazzara a estimé que séparer Andrea de son groupe serait essentiel pour explorer son personnage en profondeur, car il a déclaré qu'elle était vue à la lumière des autres personnages de The Walking Dead.